# محمد ناصر عباس
محمد ناصر عباس هو منافس ألعاب قوى قطري، ولد في 1996. ينافس في سباق 400 متر و800 متر على مستوى العالم. فاز بالعديد من البطولات والجوائز.

## وصلات خارجية
- محمد ناصر عباس على موقع الاتحاد الدولي لألعاب القوى (الإنجليزية)